# Dohrniphora protensa
Dohrniphora protensa är en tvåvingeart som beskrevs av Brown 2008. Dohrniphora protensa ingår i släktet Dohrniphora och familjen puckelflugor. Inga underarter finns listade i Catalogue of Life.